# Edgware Road (stacja metra na Bakerloo Line)
Edgware Road – stacja metra londyńskiego leżąca na trasie Bakerloo Line w dzielnicy City of Westminster. Bywa często mylona z inną stacją o nazwie Edgware Road, położoną od niej w odległości 150 metrów i stanowiącą zupełnie odrębną konstrukcję. Aby położyć kres zamieszaniu, we wrześniu 2007 w Zgromadzeniu Londynu (którego władzom podlega metro) zgłoszony został pomysł przemianowania jej na Church Street Market. Jak dotąd nie zapadła w tej sprawia żadna decyzja.
Stacja posiada nadziemny budynek wejścia z charakterystyczną dla Bakerloo Line elewacją wykładaną brązową terakotą. Znajduje się w pierwszej (centralnej) strefie biletowej. Rocznie korzysta z niej ok. 3,5 mln pasażerów.

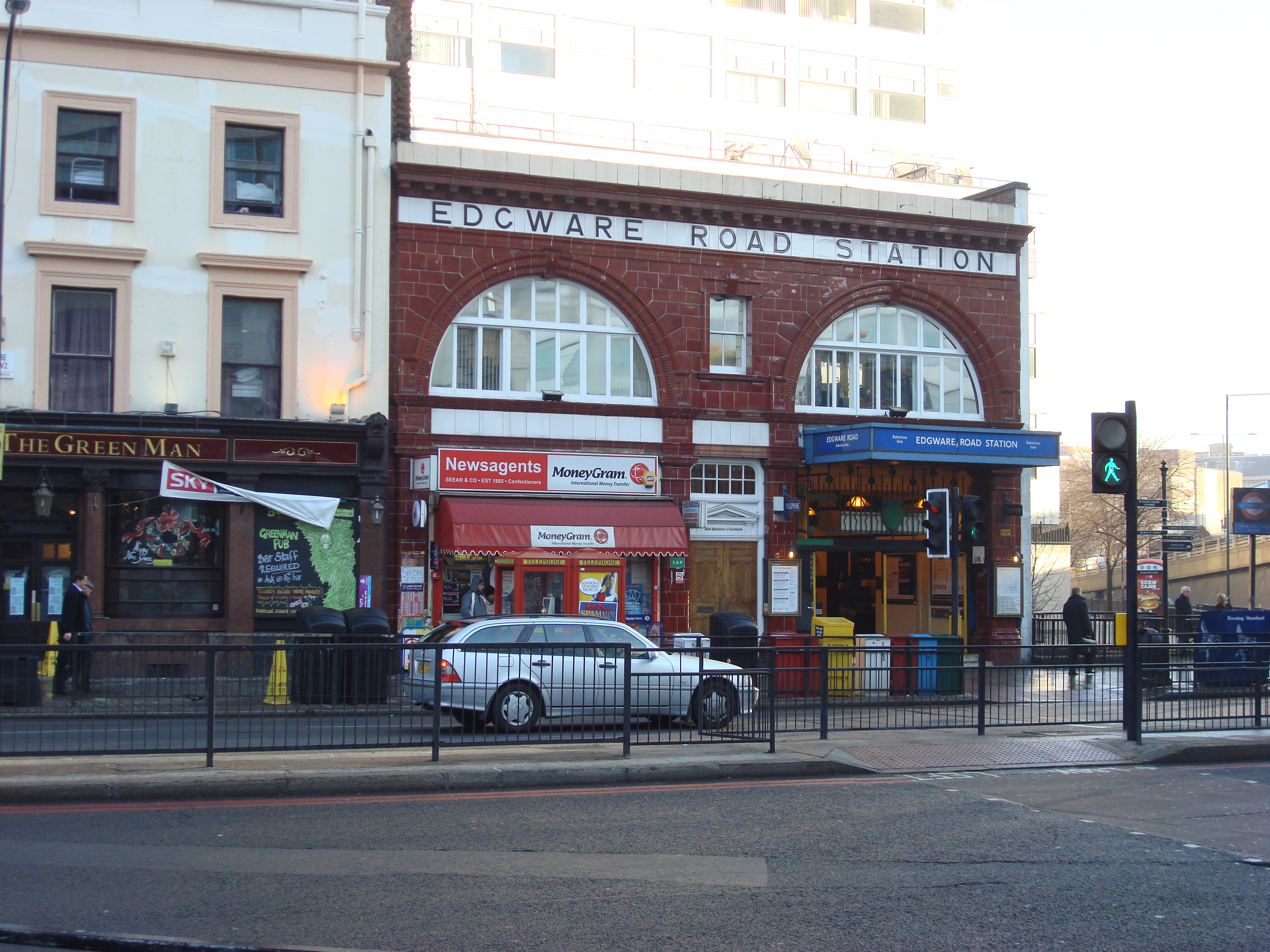
Wejście na stację